# Prêmio Linus Pauling
O Prêmio Linus Pauling (em inglês:  Linus Pauling Award) é um prêmio da American Chemical Society. É denominado em homenagem a Linus Pauling, sendo concedido desde 1966. Linus Pauling foi o primeiro a receber o prêmio.

## Laureados
- 1966 – Linus Pauling[1]
- 1967 – Manfred Eigen[1]
- 1968 – Herbert Charles Brown[1]
- 1969 – Henry Eyring[1]
- 1970 – Harold Clayton Urey[1]
- 1971 – Gerhard Herzberg[1]
- 1972 – Edgar Bright Wilson[1]
- 1973 – Elias James Corey[1]
- 1974 – Roald Hoffmann[1]
- 1975 – Paul Doughty Bartlett[1]
- 1976 – Frank Albert Cotton[1]
- 1977 – John Pople[1]
- 1978 – Dudley Robert Herschbach[1]
- 1979 – Daniel Edward Koshland[1]
- 1980 – John Dombrowski Roberts[1]
- 1981 – Henry Taube[1]
- 1982 – George Claude Pimentel[1]
- 1983 – Gilbert Stork[1]
- 1984 – John Waugh[1]
- 1985 – Harold Abraham Scheraga[1]
- 1986 – Harry Barkus Gray[1]
- 1987 – Harden McConnell[1]
- 1988 – Keith Usherwood Ingold[1]
- 1989 – Neil Bartlett[1]
- 1990 – James Paddock Collman[1]
- 1991 – Rudolph Arthur Marcus[1]
- 1992 – Kenneth Berle Wiberg[1]
- 1993 – Richard Zare[1]
- 1994 – James Ibers[1]
- 1995 – Alexander Rich[1]
- 1996 – Kyriacos Costa Nicolaou[1]
- 1997 – Ahmed Zewail[1]
- 1998 – Allen Joseph Bard[1]
- 1999 – Peter Dervan[1]
- 2000 – Gábor Somorjai[1]
- 2001 – Tobin Marks[1]
- 2002 – John Brauman[1]
- 2003 – Robert Grubbs[1]
- 2004 – Martin Karplus[1]
- 2005 – George Whitesides[1]
- 2006 – Peter John Stang[1]
- 2007 – Jacqueline Barton[1]
- 2008 – Thomas Bruice[1]
- 2009 – Stephen Lippard[1]
- 2010 – Paul Alivisatos[2]
- 2011 – Larry Raymond Dalton[3]
- 2012 – Robert Cava[4]
- 2013 – Chad Mirkin[5]
- 2014 - Stephen L. Buchwald
- 2015 - Barry Trost
- 2016 - Timothy M. Swager
- 2017 - Christopher C. Cummins
- 2018 - Geraldine Richmond
- 2019 - Catherine J. Murphy